# Ancistrocerus budongo
Ancistrocerus budongo är en stekelart som först beskrevs av Meade-waldo.  Ancistrocerus budongo ingår i släktet murargetingar, och familjen Eumenidae. Inga underarter finns listade i Catalogue of Life.